# Maruszka (Puszcza Zielonka)

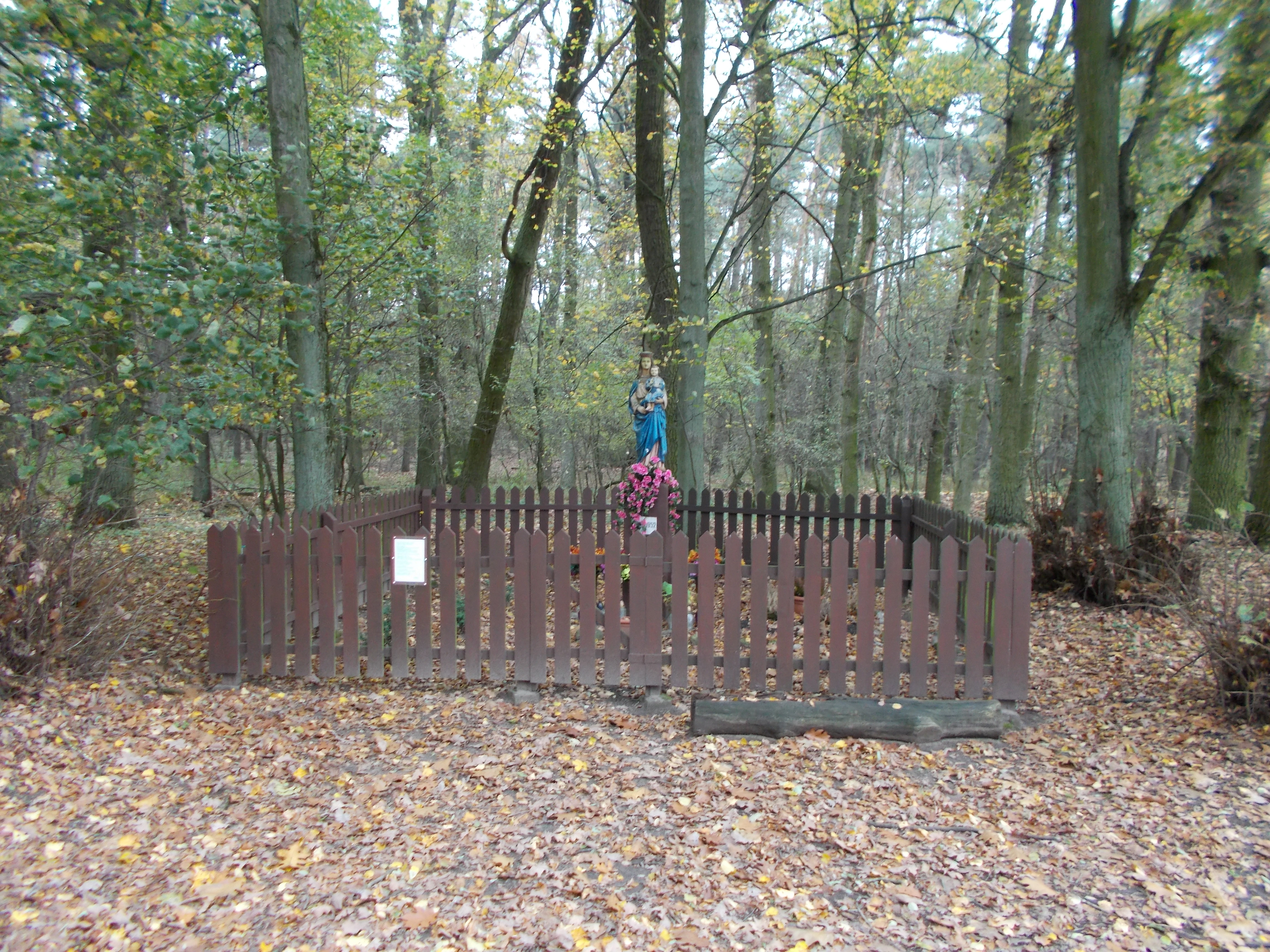
Figura Matki Boskiej z dzieciątkiem Jezus

Maruszka – uroczysko w Puszczy Zielonce, położone około kilometra na północ od Mielna (gmina Czerwonak), przy Trakcie Poznańskim. Zajmuje powierzchnię około 500 hektarów.

## Topografia i historia
Miejsce to wymienia się w księgach parafialnych od 1840. Niegdyś było ważnym węzłem traktów komunikacyjnych przechodzących przez tereny puszczańskie, a prowadzących m.in. do Poznania, Gniezna, Owińsk i Dąbrówki Kościelnej (ta ostatnia miejscowość była celem pielgrzymek). W pobliżu ich skrzyżowania stała karczma o nazwie Maruszka, co dało asumpt do nazwy całego tego terenu. W miejscu karczmy, po której nie pozostał obecnie żaden ślad, stoi teraz figura Matki Boskiej z Dzieciątkiem na niewysokim postumencie. Obok zorganizowano miejsce wypoczynku dla turystów w formie ław i wiat. W Maruszce krzyżują się dwa popularne szlaki rowerowe: Cysterski Szlak Rowerowy i Duży Pierścień Rowerowy przez Puszczę Zielonkę. W pobliżu przechodzi także  czarny szlak pieszy.

## Mogiły
Nieco na północny wschód od skrzyżowania dróg (około 300 m, tam, gdzie Trakt Poznański oddziela się od drogi do Ludwikowa) znajdują się dwie bezimienne mogiły z brzozowymi krzyżami, z którymi wiążą się liczne legendy ludowe, opiewające najczęściej nieszczęśliwą miłość z XIX wieku. Jedna z wersji mówi o tym, że w pobliżu spotykała się uboga polska wieśniaczka z dość zamożnym pruskim oficerem. Ze względów politycznych i majątkowych o ślubie nie mogło być jednak mowy, a zatem młodzi podjęli decyzję o samobójstwie. Oficer zastrzelił najpierw ukochaną, a następnie siebie ze strzelby pożyczonej od gajowego pijącego akurat w pobliskiej karczmie. Ciała pochowano dokładnie w miejscach, w których upadły. Obok stoi pomnikowy dąb o obwodzie około 400 cm. Mogiły są nadal zadbane, zawsze stoją na nich znicze i leżą świeże kwiaty, szczególnie dużo w dniu Wszystkich Świętych.
6 września 2014 na uroczysku stanął ghost bike upamiętniający śmiertelnie potrąconego Ryszarda Walerycha - miłośnika i propagatora Puszczy Zielonki, którego imię nosi jeden z tutejszych szlaków turystycznych.

## Przyroda
Maruszkę otaczają cenne drzewostany sosnowo-dębowe typu nizinnego z domieszkami innych gatunków (grabów, buków, brzóz, olszy, świerków, klonów, jesionów i innych). Wiek drzew w początkach XXI wieku oceniono na 110-150 lat.